# MTV Movie Awards 2006
De uitreiking van de MTV Movie Awards van 2006 werd op 3 juni vanuit de Sony Pictures studios te Silver City, Californië gepresenteerd door Jessica Alba en er waren optredens van Christina Aguilera, AFI, Gnarls Barkley en Wolfmother.

## Best Movie (Beste film)
- Wedding Crashers
- The 40 Year Old Virgin
- Batman Begins
- King Kong
- Sin City

## Best performance (Beste optreden)
- Jake Gyllenhaal - Brokeback Mountain
- Joaquin Phoenix - Walk the Line
- Rachel McAdams - Red Eye
- Steve Carell - The 40 Year Old Virgin
- Terrence Howard - Hustle & Flow
- Reese Witherspoon - Walk the Line

## Best comedic performance (Beste komische optreden)
- Steve Carell - The 40 Year Old Virgin
- Owen Wilson - Wedding Crashers
- Adam Sandler - The Longest Yard
- Tyler Perry - Madea's Family Reunion
- Vince Vaughn - Wedding Crashers

## Best On-Screen team (Beste team op het scherm)
- Vince Vaughn & Owen Wilson - Wedding Crashers
- Steve Carell, Paul Rudd, Seth Rogen & Romany Malco - The 40 Year Old Virgin
- Johnny Knoxville, Seann William Scott & Jessica Simpson - The Dukes of Hazzard
- Jessica Alba, Ioan Gruffudd, Chris Evans & Michael Chiklis - Fantastic Four
- Daniel Radcliffe, Emma Watson & Rupert Grint - Harry Potter and the Goblet of Fire

## Best Villain (Beste schurk)
- Hayden Christensen - Star Wars: Episode III: Revenge of the Sith
- Cillian Murphy - Batman Begins
- Ralph Fiennes - Harry Potter and the Goblet of Fire
- Tilda Swinton - The Chronicles of Narnia: The Lion, the Witch and the Wardrobe
- Tobin Bell - Saw II

## Best breaktrough performance (beste doorbrekende optreden)
- Isla Fisher - Wedding Crashers
- André "3000" Benjamin - Four Brothers
- Nelly - The Longest Yard
- Jennifer Carpenter - The Exorcism of Emily Rose
- Romany Malco - The 40 Year Old Virgin
- Taraji P. Henson - Hustle & Flow

## Best Hero (Beste held)
- Christian Bale - Batman Begins
- Jessica Alba - Fantastic Four
- Daniel Radcliffe - Harry Potter and the Goblet of Fire
- Kate Beckinsale - Underworld: Evolution
- Ewan McGregor - Star Wars: Episode III: Revenge of the Sith

## Sexiest performance (meest sexy optreden)
- Jessica Alba - Sin City
- Beyoncé - The Pink Panther
- Jessica Simpson - The Dukes of Hazzard
- Zhang Ziyi - Memoirs of a Geisha
- Rob Schneider - Deuce Bigalow: European Gigolo

## Best fight (Beste gevecht)
- Angelina Jolie vs. Brad Pitt - Mr. & Mrs. Smith
- Kong vs. The Planes - King Kong
- Stephen Chow vs. Axe Gang - Kung Fu Hustle
- Ewan McGregor vs. Hayden Christensen - Star Wars: Episode III: Revenge of the Sith

## Best Kiss (Beste zoen)
- Jake Gyllenhaal & Heath Ledger - Brokeback Mountain
- Taraji P. Henson & Terrence Howard - Hustle & Flow
- Anna Faris & Chris Marquette - Just Friends
- Angelina Jolie & Brad Pitt - Mr. & Mrs. Smith
- Rosario Dawson & Clive Owen - Sin City

## Best frightened performance (Meest bange optreden)
- Jennifer Carpenter - The Exorcism of Emily Rose
- Rachel Nichols - The Amityville Horror
- Derek Richardson - Hostel
- Paris Hilton - House of Wax
- Dakota Fanning - War of the Worlds

## MtvU student filmmaker award
- Joshua Caldwell (Fordham University) - A Beautiful Lie
- Sean Mullin (Columbia University) - Sadiq
- Stephen Reedy (Diablo Valley College) - Undercut
- Jarrett Slavin (University of Michigan) - The Spiral Project
- Landon Zakheim (Emerson College) - The Fabulous Felix McCabe

## Generation award
Gewonnen door Jim Carrey

## The bucket of Excellence
Gewonnen door Spike Lee voor Do the Right Thing
1992 · 1993 · 1994 · 1995 · 1996 · 1997 · 1998 · 1999 · 2000 · 2001 · 2002 · 2003 · 2004 · 2005 · 2006 · 2007 · 2008 · 2009 · 2010 · 2011